# Campeonato de Wimbledon 1898
La edición 22.º del Campeonato de Wimbledon se celebró entre el 20 de junio y el 28 de junio de 1898 en las pistas del All England Lawn Tennis and Croquet Club de Wimbledon, Londres, Inglaterra.
El cuadro individual masculino lo iniciaron 37 jugadores mientras que el femenino lo iniciaron 18 tenistas.

## Hechos destacados
En la competición individual masculina se impuso el británico Reginald Doherty logrando el segundo título que obtendría en el torneo al imponerse en la final al británico Lawrence Doherty.
En la competición individual femenina la victoria fue para la británica Charlotte Cooper logrando el tercero título que obtendría en Wimbledon al imponerse a la británica Louise Martin.

## Palmarés
| Seniors              | Vencedor                        | Resultado               | Finalista                     | Finalista |
| -------------------- | ------------------------------- | ----------------------- | ----------------------------- | --------- |
| Individual masculino | Reginald Doherty                | 6–3, 6–3, 2–6, 5–7, 6–1 | Lawrence Doherty              |           |
| Individual femenino  | Charlotte Cooper                | 6–4, 6–4                | Louise Martin                 |           |
| Dobles masculino     | Reginald Doherty Laurie Doherty | 6–4, 6–4, 6–2           | Harold Nisbet Clarence Hobart |           |

## Cuadros Finales

### Torneo individual  femenino
| Predecesor: 1897                                       | Campeonato de Wimbledon 1898 | Sucesor: 1899                                       |
| Predecesor: Campeonato nacional de Estados Unidos 1897 | Grand Slam 1898              | Sucesor: Campeonato nacional de Estados Unidos 1898 |

- Datos: Q2119706